# Édouard Francis Kirmisson
Édouard Francis Kirmisson (ur. 18 lipca 1848 w Nantes, zm. 22 września 1927 w Binic) – francuski chirurg dziecięcy.
Kirmisson uczęszczał do École de Médecine, a później kontynuował studia w Paryżu. Został eksternem w Hôtel-Dieu gdzie uczył się u Noëla-François-Odona Guéneau de Mussy'ego (1813–1903), i wkrótce zaczął się interesować chirurgią. Doktorat otrzymał w 1879, w 1883 został agrégé. W 1897 przeniósł się do Hôpital Trousseau i w 1901 został profesorem chirurgii dziecięcej i ortopedii w Hôpital des Enfants-Malads. Był założycielem Revue d’orthopédie i członkiem Académie de médecine od 1903.

## Wybrane prace
- Des modifications modernes de la lithothrice. Thesis for agrégé. Paryż, 1883.
- Maladies des régions Tête et rachis.
- Manuel de pathologie externe. Paryż, 1885.
- Leçons cliniques sur les maladies de l’appareil locomoteur. Paryż, 1890.
- Traité des maladies chirurgicales d’origine congénitale. Paryż, Masson, 1898.
- Les difformités acquises de l’appareil locomoteur pendant l’enfance et de l’adolescence. Paryż, 1902.
- Précis de chirurgie infantile. Paryż, 1906; 2. wydanie 1912.